# 2014 au théâtre
| Années du théâtre : 2011 - 2012 - 2013 - 2014 - 2015 - 2016 - 2017    |
| Décennies du théâtre : 1980 - 1990 - 2000 - 2010 - 2020 - 2030 - 2040 |

Cet article présente les faits marquants de l'année 2014 au théâtre.

## Pièces de théâtre représentées

### Saison 2013-2014
- Du 10 janvier au 15 février 2014 : Le Canard sauvage de Henrik Ibsen, mise en scène de Stéphane Braunschweig, au Théâtre national de la Colline
- Du 16 janvier au 15 février : Re : Walden, d'après Walden ou la Vie dans les bois de Henry David Thoreau, spectacle de Jean-François Peyret, au Théâtre national de la Colline
- Du 6 mars au 4 avril : Liliom de Ferenc Molnár, mise en scène de Galin Stoev, au Théâtre national de la Colline
- Du 20 mars au 17 avril : Une femme de Philippe Minyana, mise en scène de Marcial Di Fonzo Bo, au Théâtre national de la Colline
- Du 26 mars au 1er juin : Tartuffe de Molière, mise en scène Luc Bondy, Odéon–Théâtre de l'Europe
- Du 7 mai au 6 juin : Aglavaine et Sélysette de Maeterlinck, mise en scène de Célie Pauthe, au Théâtre national de la Colline
- Du 8 mai au 6 juin : Trafic de Yoann Thommerel, mise en scène de Daniel Jeanneteau et Marie-Christine Soma, au Théâtre national de la Colline
- Du 10 au 14 juin : Glückliche Tage (Oh les beaux jours) de Samuel Beckett, mise en scène de Stéphane Braunschweig, au Théâtre national de la Colline

### Saison 2014-2015
- 22 août : Georges et Georges d'Éric-Emmanuel Schmitt, mise en scène Steve Suissa, théâtre Rive Gauche
- 27 août : Des gens intelligents de Marc Fayet, mise en scène José Paul, théâtre de Paris
- 29 août : Les Cartes du pouvoir de Beau Willimon, mise en scène Ladislas Chollat, théâtre Hébertot
- 30 août : Le Dîner de cons de Francis Veber, mise en scène Agnès Boury, théâtre de la Michodière
- 2 septembre : Chère Elena de Ludmila Razoumovskaïa, mise en scène Didier Long, théâtre de Poche Montparnasse
- 2 septembre : King Kong Théorie de Virginie Despentes, mise en scène Vanessa Larré, La Pépinière-Théâtre
- 3 septembre : Chambre froide de Michel Lowe, mise en scène Sally Micaleff, La Pépinière-Théâtre
- 4 septembre : Open Space de Mathilda May, mise en scène de l'auteur, théâtre du Rond-Point
- 5 septembre : Un dîner d'adieu d'Alexandre de la Patellière et Matthieu Delaporte, mise en scène Bernard Murat, théâtre Édouard VII
- 5 septembre : La Colère du Tigre de Philippe Madral, mise en scène Christophe Lidon, théâtre Montparnasse
- 9 septembre : Hôtel Europe de Bernard-Henri Lévy, mise en scène Dino Mustafić, théâtre de l'Atelier
- 12 septembre : Le père Noël est une ordure de Josiane Balasko, Marie-Anne Chazel, Christian Clavier, Gérard Jugnot, Thierry Lhermitte et Bruno Moynot, mise en scène Pierre Palmade, théâtre Tristan-Bernard
- 12 septembre : Nelson de Jean Robert-Charrier, mise en scène Jean-Pierre Dravel et Olivier Macé, théâtre de la Porte-Saint-Martin
- 16 septembre : Deux hommes tout nus de Sébastien Thiéry, mise en scène Ladislas Chollat, théâtre de la Madeleine
- 16 septembre : Dispersion de Harold Pinter, mise en scène Gérard Desarthe, théâtre de l'Œuvre
- 17 septembre : Quatre Minutes de Chris Kraus, mise en scène Jean-Luc Revol, théâtre La Bruyère
- 18 septembre : L'Exoconférence d'Alexandre Astier, mise en scène Jean-Christophe Hembert, théâtre du Rond-Point
- 19 septembre : Ouh Ouh d'Isabelle Mergault et Daive Cohen, mise en scène Patrice Leconte, théâtre des Variétés
- 20 septembre : Le Tartuffe ou l'Imposteur de Molière, mise en scène Galin Stoev, Comédie-Française
- 27 septembre : Si on recommençait d'Éric-Emmanuel Schmitt, mise en scène Steve Suissa, Comédie des Champs-Élysées
- 1er octobre : Sans filtre de Laurent Baffie, mise en scène de l'auteur, théâtre Fontaine
- 4 octobre : Les Nègres de Jean Genet, mise en scène Robert Wilson, Odéon–Théâtre de l'Europe
- 7 octobre : Rien de moi d'Arne Lygre, mise en scène Stéphane Braunschweig, théâtre national de la Colline
- 9 octobre : Les Particules élémentaires de Michel Houellebecq, mise en scène Julien Gosselin, Odéon–Théâtre de l'Europe-Ateliers Berthier
- 19 octobre : Splendour de Géraldine Maillet, mise en scène Catherine Schaub, théâtre de Paris
- 15 octobre : La Vénus à la fourrure de David Ives, mise en scène Jérémie Lippmann, théâtre Tristan-Bernard
- 4 novembre : Kinship de Carey Perloff, mise en scène Dominique Borg, théâtre de Paris

## Festival d'Avignon
- Coup fatal de Serge Kakudji, Fabrizio Cassol et Alain Platel à la cour du lycée Saint-Joseph
- The Humans de Alexandre Singh au gymnase du lycée Aubanel
- Orlando ou l'Impatience d'Olivier Py à la Fabrica
- Falstafe de Valère Novarina d'après William Shakespeare mis en scène par Lazare Herson-Macarel à la Chapelle des Pénitents blancs
- Lied Ballet de Thomas Lebrun au Cloître des Carmes
- Le sorelle Macaluso d'Emma Dante au gymnase du lycée Frédéeric-Mistral
- Dire ce qu'on ne pense pas dans des langues qu'on ne parle pas de Bernardo Carvalho mis en scène par Antônio Araújo à l'Hôtel des Monnaies
- Mahabharata-Nalacharitam de Satoshi Miyagi à la Carrière de Boulbon
- Hypérion d'après Friedrich Hölderlin mis en scène par Marie-José Malis au Théâtre Benoît-XII
- Archive de Arkadi Zaides, d'après des images filmées par les volontaires du B'Tselem Camera Project, au Tinel de la  Chartreuse de Villeneuve-lez-Avignon
- Don Giovanni. Letzte Party. Une comédie batarde librement adaptée de Wolfgang Amadeus Mozart et Lorenzo da Ponte mis en scène par Antú Romero Nunes à l'Opéra Grand Avignon
- Nature morte. À la gloire de la ville de Manolis Tsipos mis en scène par Michel Raskine avec l'École de la Comédie de Saint-Étienne au gymnase du Saint-Joseph
- Othello, Variation pour trois acteurs d'Olivier Saccomano d'après William Shakespeare mis en scène par Nathalie Garraud & Olivier Saccomano, spectacle itinérant
- HUIS, textes de Michel de Ghelderode, mis en scène de Josse de Pauw & Jan Kuijken au Cloître des Célestins
- Vitrioli de Yánnis Mavritsákis mis en scène par Olivier Py au gymnase Paul Giéra
- At the same time we were pointing a finger at you, we realized we were pointing three at ourselves... de Robyn Orlin au gymnase du Lycée Aubanel
- The Fountainhead d'après Ayn Rand mis en scène par Ivo van Hove à la Cour du lycée Saint-Joseph
- Même les chevaliers tombent dans l'oubli de Gustave Akakpo mis en scène par Matthieu Roy à la Chapelle des Pénitents blancs
- Mai, juin, juillet de Denis Guénoun mis en scène par Christian Schiaretti à l'Opéra Grand Avignon
- Haeeshek... Je te (sur)vivrai... de Hassan El Geretly & El Warsha à la Cour minérale de l' Université d'Avignon
- Intérieur de Maurice Maeterlinck mis en scène par Claude Régy à la Salle de Montfavet
- La Famille Schroffenstein de Heinrich von Kleist mis en scène par Giorgio Barberio Corsetti avec l'École Régionale d'Acteurs de Cannes au gymnase du lycée Saint-Joseph
- An Old Monk de Josse De Pauw & Krist Defoort au Tinel de la  Chartreuse de Villeneuve-lez-Avignon
- La Imaginación del futuro de Marco Layera au Cloître des Carmes
- Solitaritate de Gianina Cărbunariu au gymnase du lycée Mistral
- Matter de Julie Nioche au Théâtre Benoît-XII
- Henry VI de William Shakespeare mis en scène par Thomas Jolly à la Fabrica
- Notre peur de n'être de Fabrice Murgia au gymnase du lycée Aubanel
- O kyklismos tou tetragonou de Dimítris Dimitriádis mis en scène par Dimitris Karantzas à l'Opéra Grand Avignon
- La Jeune Fille, le Diable et le Moulin, d'après les contes des  frères Grimm, mis en scène par Olivier Py à la Chapelle des Pénitents blancs
- Le Mariage de Maria Braun (Die Ehe der Maria Braun), d'après Rainer Werner Fassbinder, mis en scène par Thomas Ostermeier à la Cour du lycée Saint-Joseph
- 2014 comme possible de Didier Ruiz au Tinel de la  Chartreuse de Villeneuve-lez-Avignon
- Les Pauvres gens de Victor Hugo mis en scène par Denis Guénoun avec l'Institut supérieur des techniques du spectacle d'Avignon au gymnase du lycée Saint-Joseph

### Cour d'honneur duPalais des Papes
- Le Prince de Hombourg de Heinrich von Kleist mis en scène par Giorgio Barberio Corsetti
- I AM de Lemi Ponifasio
- Corps de mots des Têtes Raides avec Jeanne Moreau

## Récompenses
- 27 janvier : Prix Plaisir du théâtre - Marcel-Nahmias : Émilie Valantin
- 27 janvier : Prix Jean-Jacques-Gautier : Benjamin Lazar
- 2 juin : 26e cérémonie des Molières
- 23 juin : Prix du Syndicat de la critique
- 26 juin : Grand prix du théâtre de l'Académie française : Éric Assous pour l'ensemble de son œuvre dramatique
- 26 juin : Prix du jeune théâtre Béatrix Dussane-André Roussin : Alexis Michalik pour Le Porteur d'histoire et Le Cercle des illusionnistes
- 18 novembre : Grand prix de littérature dramatique : Clémence Weill pour Pierre. Ciseaux. Papier.
- 20 novembre : Prix du Brigadier : Florian Zeller pour Le Père. Brigadier d'honneur : Michel Bouquet pour Le roi se meurt et pour l'ensemble de sa carrière

## Décès

### Premier trimestre
- 3 janvier : Richard Mitou (°1968)
- 5 janvier : M'hamed Benguettaf (°1939)
- 9 janvier : Amiri Baraka (°1934)
- 11 janvier : Arnoldo Foà (°1916)
- 15 janvier : Roger Lloyd-Pack (°1944)
- 19 janvier : Pierre Charras (°1945)
- 30 janvier : Jean Babilée (°1923)
- 2 février : Philip Seymour Hoffman (°1967)
- 4 février : Guy-Claude François (°1940)
- 4 février : Eugenio Corti (°1921)
- 7 février : Claire Duhamel (°1925)
- 9 février : Gabriel Axel (°1918)
- 12 février : Sid Caesar (°1922)
- 16 février : Toni Ucci (°1922)
- 17 février : Marco Perrin (°1927)
- 18 février : Mavis Gallant (°1922)
- 1er mars : Frédérique Ruchaud (°1924)
- 3 mars : Pierre Laroche (°1931)
- 6 mars : Christian Casadesus (°1912)
- 9 mars : Catherine Sellers (°1926)
- 10 mars : Michel Francini (°1921)
- 14 mars : Gérard Lartigau (°1942)
- 14 mars : Otakar Brousek (°1924)

### Deuxième trimestre
- 2 avril : Urs Widmer (°1938)
- 2 avril : Miloš Mikeln (°1930)
- 6 avril : Mickey Rooney (°1920)
- 10 avril : Sue Townsend (°1946)
- 10 avril : Phyllis Frelich (°1944)
- 11 avril : Alfredo Alcón (°1930)
- 13 avril : Mohamed Fraj Chedly (°1927)
- 27 avril : Andréa Parisy (°1935)
- 27 avril : Micheline Dax (°1924)
- 27 avril : George Astalos (°1933)
- 29 avril : Bob Hoskins (°1942)
- 2 mai : Efrem Zimbalist II (°1918)
- 2 mai : Charles Marowitz (°1934)
- 4 mai : Tatiana Samoïlova (°1934)
- 5 mai : Jean Gaven (°1918)
- 22 mai : Bernard Woringer (°1931)
- 6 juin : Éric Durnez (°1959)
- 7 juin : Jacques Herlin (°1927)
- 7 juin : Kevin Elyot (°1951)
- 11 juin : Gilles Segal (°1932)
- 11 juin : Ruby Dee (°1922)
- 24 juin : Eli Wallach (°1915)

### Troisième trimestre
- 5 juillet : Rosemary Murphy (°1925)
- 13 juillet : Gert Voss (°1941)
- 17 juillet : Elaine Stritch (°1925)
- 24 juillet : Caroline Beaune (°1955)
- 26 juillet : Thierry Redler (°1958)
- 28 juillet : Yvette Lebon (°1910)
- 31 juillet : Serge Bouillon (°1926)
- 1er août : Saeed Saleh (°1938)
- 1er août : Souleymane Koly (°1944)
- 4 août : Josette Boulva (°1927)
- 6 août : Imre Bajor (°1957)
- 6 août : Jacqueline Staup (°1932)
- 9 août : Charles Keating (°1941)
- 11 août : Robin Williams (°1951)
- 11 août : Jean-Claude Brisville (°1922)
- 12 août : Lauren Bacall (°1924)
- 19 août : Maruxa Vilalta (°1932)
- 23 août : Philippine Pascal (°1933)
- 26 août : Jean Cosmos (°1923)
- 26 août : Maria Mauban (°1924)
- 1er septembre : Gottfried John (°1942)
- 4 septembre : Michèle Guigon (°1959)
- 4 septembre : Donatas Banionis (°1924)
- 8 septembre : Michel Crespin (°1940)
- 12 septembre : Donald Sinden (°1923)
- 17 septembre : China Zorrilla (°1922)
- 23 septembre : Gilles Latulippe (°1937)
- 24 septembre : Gérard Violette (°1937)
- 27 septembre : Abdelmajid Lakhal (°1939)
- 30 septembre : Élina Labourdette (°1919)

### Quatrième trimestre
- 2 octobre : Pedro Peña (°1925)
- 5 octobre : Iouri Lioubimov (°1917)
- 6 octobre : Marian Seldes (°1928)
- 7 octobre : Siegfried Lenz (°1926)
- 8 octobre : Jean-François Calvé (°1925)
- 10 octobre : Pavel Landovský (°1936)
- 13 octobre : Jean Dautremay (°1943)
- 15 octobre : Marie Dubois (°1937)
- 26 octobre : Françoise Bertin (°1925)
- 27 octobre : Daniel Boulanger (°1922)
- 2 novembre : Christiane Minazzoli (°1931)
- 2 novembre : Jean Gillibert (°1925)
- 7 novembre : Françoise Graton (°1930)
- 14 novembre : Lucilla Morlacchi (°1936)
- 16 novembre : Jovan Ćirilov (°1931)
- 18 novembre : Fred Personne (°1932)
- 23 novembre : Hélène Duc (°1917)
- 25 novembre : Igor Tyczka
- 26 novembre : Annemarie Düringer (°1925)
- 30 novembre : Paul Buissonneau (°1926)
- 17 décembre : Mohamed Bastaoui (°1954)
- 18 décembre : Virna Lisi (°1936)
- 21 décembre : Billie Whitelaw (°1932)
- 22 décembre : Vera Gebuhr (°1916)
- 25 décembre : David Ryall (°1935)